# Chapelle de Jésus-Enfant
Chapelle de Jésus-Enfant är ett kapell i Paris, helgat åt Jesusbarnet. Kapellet är beläget vid Rue Las Cases i Paris sjunde arrondissement. Det ritades i nygotisk stil av Hippolyte Destailleur.